# Kalinongko
Kalinongko is een bestuurslaag in het regentschap Purworejo van de provincie Midden-Java, Indonesië. Kalinongko telt 1989 inwoners (volkstelling 2010).